# Julius Meier-Graefe
Julius Meier-Graefe, né à Reşiţa le 10 juin 1867 et mort à Vevey le 5 juin 1935, est un critique d'art, historien de l'art, éditeur, galeriste et écrivain allemand. Célèbre pour ses nombreux écrits sur l'impressionnisme français et son Histoire de l'évolution de l'art moderne parue en 1904, traitant entre autres de Manet, Monet, Cézanne et Degas, Meier-Graefe s'est également distingué par ses travaux sur la peinture moderne allemande, de Hans von Marées à Max Beckmann. Il est le cofondateur et directeur de la revue d'art Pan.

## Biographie
Fils d'un ingénieur travaillant pour l'État austro-hongrois, Eduard Meier (1834-1899), et de Marie Graefe, Julius Meier-Graefe se fait d'abord connaître dans les cercles littéraires et artistiques du Berlin des années 1890. Après avoir brièvement suivi une formation d'historien de l'art à l'université de cette ville, entouré d'écrivains et d'artistes de la nouvelle génération tels Richard Dehmel, August Strindberg ou encore Edvard Munch, Meier-Graefe publie un premier roman en 1892. Fasciné par Paris, qu'il découvre à l'occasion de l'Exposition universelle de 1889, il consacre dès lors ses efforts au rapprochement entre la France et l'Allemagne. Il fonde, en compagnie de l'écrivain Otto Julius Bierbaum, la revue Pan en avril 1895, dont il est écarté au bout d'une année à la suite d'un conflit autour d'une lithographie de Toulouse-Lautrec publiée en hors-texte. 

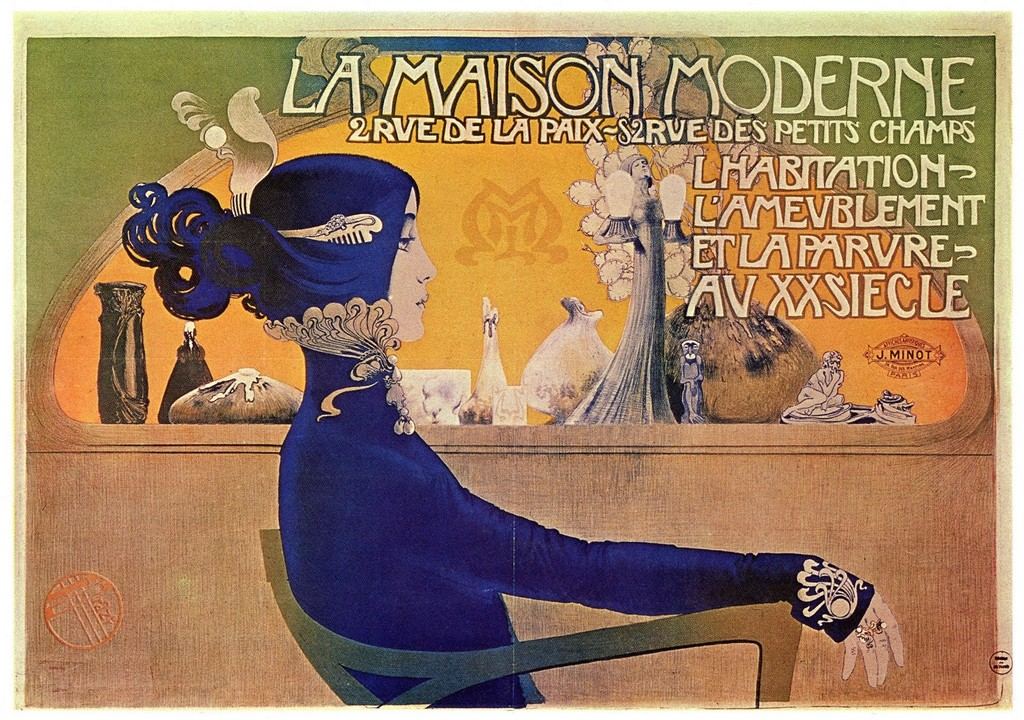
Affiche pour La Maison moderne (lithographie, 1902), par Manuel Orazi.

Il quitte alors Berlin pour Paris, où il ouvre sa propre galerie, La Maison Moderne, après avoir été un moment conseiller artistique pour Siegfried Bing. Il y vend des objets et du mobilier de style art nouveau en faisant appel à des créateurs comme Maurice Biais et Manuel Orazi. Cette activité au service des arts « utiles » se matérialise également à travers la revue Dekorative Kunst, qu'il fonde et dirige dès 1897.
De retour à Berlin après la vente de sa galerie parisienne, Meier-Graefe publie en 1904 les trois tomes de son Histoire de l'évolution de l'art moderne (Entwicklungsgeschichte der modernen Kunst), essai dans lequel il contribue à établir un canon de l'histoire de l'art du dix-neuvième siècle. Souvent mentionné pour la large place qu'il accorde à l'art moderne français, cet ouvrage contient néanmoins de longs développements sur les écoles allemandes et britanniques. Largement discuté en Allemagne, rapidement traduit en langue anglaise, ce livre aura un impact déterminant chez les collectionneurs du monde entier partageant un goût pour l'art moderne. L'Entwicklungsgeschichte der modernen Kunst connaîtra une seconde version radicalement différente dont la publication sera interrompue un temps par la Première Guerre mondiale.
Parallèlement à ses travaux sur Delacroix, Manet et Cézanne, qui donnèrent naissance à de nombreuses monographies, Meier-Graefe entendait réorienter les goûts d'une certaine bourgeoisie de l'Empire allemand qu'il jugeait trop rétrograde et hostile aux valeurs de la modernité. Dans Le Cas Böcklin (Der Fall Böcklin und die Lehre von den Einheiten), pamphlet retentissant paru en 1905 empruntant son titre au célèbre Cas Wagner de Nietzsche, il dénonce les effets théâtraux utilisés par le peintre bâlois Arnold Böcklin, qui connaissait alors une gloire immense dans le monde germanophone. L'intense polémique déclenchée par cet ouvrage incitera le critique à une révision de l'histoire de la peinture du dix-neuvième siècle allemand, dont il voyait chez Hans von Marées le véritable héros. Entre 1905 et 1910, Meier-Graefe concentre ses efforts dans une monographie massive consacrée à Marées, contenant un catalogue raisonné ainsi que de nombreux documents d'archive. Il joua également un rôle déterminant, quoique secret, dans la grande exposition de la "Centennale de l'art allemand" organisée à la Nationalgalerie de Berlin en 1906. La publication de son récit de voyage espagnol en 1910 (Spanische Reise) contribuera de manière singulière à la redécouverte de Greco, peintre qu'il estimait supérieur à Velázquez et considérait comme un grand annonciateur de l'art moderne.
En septembre 1914, le positionnement ambigu du critique vis-à-vis de la guerre contribuera à ruiner sa réputation française, où une campagne de diffamation est menée à son encontre. Il s'engage volontairement pour transporter les blessés sur le front de l'Est pour la Croix-Rouge, avant d'être fait prisonnier par les russes et envoyé vers un camp de détention en Sibérie en 1915. Après neuf mois de détention, de retour en Allemagne, il s'installe à Dresde où il fonde la Marées-Gesellschaft en 1917 en collaboration avec l'éditeur munichois Reinhard Piper, une société d'édition de facsimilés d’œuvres d'art.
Les années 1920 sont pour Meier-Graefe celles de l'achèvement d'une seconde version de son Entwicklungsgeschichte der modernen Kunst, dans laquelle s'affirme son rejet des avant-gardes et de l'abstraction. Chroniqueur régulier de la Frankfurter Zeitung et de la Berliner Tageblatt, où il publie recensions d'ouvrages et critiques d'expositions, Meier-Graefe s'installe dans le sud de la France à l'extrême fin des années 1920, en compagnie de sa troisième épouse, Annemarie Meier-Graefe-Broch. En 1931, il témoigne dans l'affaire des faux Van Gogh vendus par Otto Wacker. Avec l’avènement du nazisme, ses séjours outre-Rhin diminuent. C'est relativement isolé à Saint-Cyr-sur-Mer, non loin de la ville de Sanary, entouré d'autres émigrés allemands fuyant l'Allemagne nazie, que Meier-Graefe passe les dernières années de son existence. C'est en Suisse, à Vevey, où il se rendait pour consulter un médecin à la suite de la dégradation de son état de santé, qu'il meurt le 5 juin 1935.
Julius Meier-Graefe donne son nom à la salle de conférence du Centre allemand d'histoire de l'art de Paris.

## Principaux écrits
- Stanislaw Przybyszewski (éd.), Das Werk des Edvard Munch : vier Beiträge, S. Fischer, Berlin 1894, pages 75–95.
- Felix Vallotton: Biographie des Kuenstlers nebst dem wichtigsten Teil seines bisher  publicierten Werkes & einer Anzahl unedierter Originalplatten =  Biographie de cet artiste avec la partie la plus importante de son œuvre  editee et differentes gravures originales & nouvelles. Stargardt, Berlin; Edmond Sagot, Paris 1898.
- Die Weltausstellung in Paris 1900 : mit zahlreichen photographischen Aufnahmen, farbigen Kunstbeilagen und Plänen. Krüger, Paris/Leipzig 1900.
- Manet und sein Kreis. Bard, Marquardt, Berlin 1902. (Die Kunst : Sammlung illustrierter Monographien. 7).
- Der moderne Impressionismus : mit einer kolorierten Kunstbeilage und 7 Vollbildern in Tonätzung. Bard, Berlin 1903. (Die Kunst : Sammlung illustrierter Monographien. 11).
- Entwicklungsgeschichte der modernen Kunst : vergleichende  Betrachtungen der bildenden Künste, als Beitrag zu einer neuen  Aesthetik. Verlag Jul. Hoffmann, Stuttgart, 1904. (Traduction anglaise : Modern Art: being a contribution to a new system of aesthetics. 3 Bände. Heinemann, London; Putnam, New York 1908.
- Der Fall Böcklin und die Lehre von den Einheiten. Julius Hoffmann, Stuttgart 1905.
- Corot und Courbet : ein Beitrag zur Entwicklungsgeschichte der modernen Malerei. Insel, Leipzig 1905.
- Der junge Menzel : ein Problem der Kunstökonomie Deutschlands. Piper, Leipzig 1906.
- Impressionisten : Guys, Manet, Van Gogh, Pissarro, Cézanne, mit einer Einleitung über den Wert der französischen Kunst und sechzig Abbildungen. Piper, München 1907.
- William Hogarth : mit 47 Abbildungen nach Gemälden, Zeichnungen und Kupferstichen. Piper, München/Leipzig 1907.
- La Collection Cheramy : catalogue raisonné. Piper, München 1908.
- Die großen Engländer : mit 66 Abbildungen. 2. Auflage. Piper, München/Leipzig 1908.
- Hans von Marées : sein Leben und sein Werk. 3 Bände. Piper, München 1909/10. Band 1: Geschichte des Lebens und des Werkes. 1910. Band 2: Katalog. 1909 (mit 1000 Abbildungen). Band 3: Briefe und Dokumente. 1910
- Vincent van Gogh. Piper, München 3. durchges. Aufl. 1910.
- Paul Cézanne : mit vierundfünzig Abbildungen. Piper, München 1910.
- Auguste Renoir : mit hundert Abbildungen. Piper, München 1911.
- Edouard Manet : mit 197 Abbildungen. Piper, München 1912. Traduction française : Édouard Manet, traduit de l’allemand par V. Claass, Klincksieck, Paris, coll. « L’esprit et les formes », 2013.
- Wohin treiben wir? Zwei Reden über Kultur und Kunst. Fischer, Berlin 1913.
- Eugène Delacroix : Beiträge zu einer Analyse, mit hundertfünfundvierzig Abbildungen, zwei Facsimiles und einer Anzahl unveröffentlichter Briefe. Piper, München 1913.
- Camille Corot. Piper, München 1913.
- Cézanne und sein Kreis : ein Beitrag zur Entwicklungsgeschichte. Piper, München 1918.
- Vincent van Gogh : mit vierzig Abbildungen und dem Faksimile eines Briefes. Piper, München 1918.
- Degas : ein Beitrag zur Entwicklungsgeschichte der modernen Malerei. Piper, München 1920.
- Courbet : mit 8 Lichtdruck-Tafeln und 106 Netzätzungen. Piper, München 1921.
- Max Beckmann :mit 1 Radierung, 52 Lichtdrucken, 16 Textbildern. Von Curt Glaser, Julius Meier-Graefe, Wilhelm Fraenger und Wilhelm Hausenstein. Piper, München 1924.
- Die doppelte Kurve : Essays. P. Zsolnay, Wien 1924.
- Der Zeichner Hans von Marées. Piper, München 1925.
- Vincent van Gogh, der Zeichner. O. Wacker, Berlin 1928.
- Renoir. Klinkhardt & Biermann, Berlin 1929.
- Corot. Bruno Cassirer, Berlin; Klinkhardt & Biermann, Berlin 1930.